# Жозеф Декен
Жозеф Декен (фр. Joseph Decaisne, 7 березня 1807 — 8 лютого 1882) — французький ботанік бельгійського походження.

## Біографія
Народжений у Брюсселі, в той час, коли Бельгія була під французьким пануванням, Жозеф Декен здійснював свою діяльність виключно у Парижі.
У 1847 році він був обраний членом Французької академії наук. У 1865 році Жозеф Декен став президентом Французької академії наук. У 1854 році він брав участь у створенні Ботанічного Товариства Франції. 13 грудня 1877 року Жозеф Декен став іноземним членом Лондонського королівського товариства.
Жозеф Декен помер 8 лютого 1882року в Парижі.

## Наукова діяльність
Жозеф Декен спеціалізувався на папоротеподібних, водоростях та насіннєвих рослинах.

## Почесті
На честь Ж. Декена названі:
- Сорт бузку селекції Віктора Лемуана.
- Рід Decaisnea родини Lardizabalaceae.

## Основні публікації
- Maison rustique du XIX siècle. Encyclopédie d'horticulture pratique, cours de jardinage, rédigé sous la direction de M. Decaisne (1836).
- Recherches anatomiques et physiologiques sur la garance, sur le développement de la matière colorante dans cette plante, sur sa culture et sa préparation, suivies de l'examen botanique du genre Rubia et de ses espèces (1837).
- Histoire de la maladie des pommes de terre en 1845 (1846).
- Flore élémentaire des jardins et des champs, accompagnée de clefs analytiques et d'un vocabulaire des termes techniques, par Emmanuel Le Maout et J. Decaisne (2 volumes, 1855).
- Le Jardin fruitier du Muséum, ou Iconographie de toutes les espèces et variétés d'arbres fruitiers cultivés dans cet établissement avec leur description, leur histoire, leur synonymie (9 volumes, 1858–1875)[5][6][7][8][9][10][11].
- Manuel de l'amateur des jardins, traité général d'horticulture, par MM. Jh Decaisne, Ch. Naudin (4 volumes, 1862–1871).
- Voyage autour du monde sur la frégate La Vénus commandée par Abel Du Petit-Thouars (1864)[12].
- Traité général de botanique descriptive et analytique, par MM. Emm. Le Maout, Jh Decaisne, ouvrage contenant 5500 figures dessinées par MM. L. Steinheil et A. Riocreux (1868).